# Mohamed Hag Ali Hassan
Pour les articles homonymes, voir Mohamed Hassan.
Mohamed Hag Ali Hassan (né en 1947) est un mathématicien et physicien soudanais-italien qui a cofondé de nombreux conseils scientifiques. Il est président de l'Académie mondiale des sciences et de l'Académie nationale soudanaise des sciences.

## Début de la vie
Hassan est né à Elgetina (en), au Soudan, le 21 novembre 1947. 
Il obtient un Bachelor of Science avec distinction de l'université de Newcastle upon Tyne en 1968, suivi d'une maîtrise en mathématiques avancées de l'Université d'Oxford en 1969.
Il obtient ensuite son doctorat en physique des plasmas à l'université d'Oxford en 1974. 

## Carrière
Hassan retourne au Soudan et devient ensuite professeur et doyen de l'École des sciences mathématiques de l'Université de Khartoum de 1985 à 1986.
Frustré par la stagnation scientifique au Soudan et à la demande de son père, Hassan se rend en Italie, puis il est motivé à réexaminer la science par le lauréat du prix Nobel de physique, Abdus Salam, qui travaille (à l'époque) au Centre international de physique théorique (CITP), à Trieste. Abdus Salam propose à Hassan de devenir membre associé du Centre international de physique théorique afin de fournir un environnement propice à la recherche.
Hassan est l'auteur d'une longue liste de publications sur la physique théorique des plasmas et l'énergie de fusion, la modélisation environnementale de l'érosion des sols dans les zones arides, ainsi que la géophysique, l'astrophysique et la physique spatiale. Il a également publié plusieurs articles sur la science et la technologie dans les pays en développement.
Hassan est le directeur exécutif fondateur de l'Académie des sciences pour le monde en développement (TWAS) en 1983, président de l'Académie africaine des sciences en 2000, président du Réseau des académies des sciences en Afrique (NASAC) en 2001, président de l'Académie nationale soudanaise des sciences, directeur du secrétariat de l'InterAcademy Partnership (en) (IAP) en 2001, Conseiller consultatif présidentiel honoraire pour la science et la technologie du Nigéria en 2001, et président du conseil d'administration de la Banque de technologie des Nations Unies pour les pays les moins avancés. Il est également membre fondateur de l'Académie libanaise des sciences (en) .
Il est membre de plusieurs académies des sciences fondées sur le mérite, dont la World Academy of Sciences (TWAS), l'Académie africaine des sciences, l'Académie des sciences du monde islamique (en), l'Académie colombienne de Sciences exactes, physiques et naturelles (en), l'Académie royale des sciences d'outre-mer, l'Académie pakistanaise des sciences (en) ; l'Académie libanaise des sciences (en), l'Académie cubaine des sciences, l'Académie pontificale des sciences, les Grand Challenges Canada (en) et l'Académie des sciences d'Afrique du Sud. 
Hassan est coprésident et résident de l'InterAcademy Partnership (en) (IAP) et président du Conseil de l'Université des Nations unies (UNU). Il siège également à un certain nombre de conseils d'administration d'organisations internationales dans le monde entier, notamment le conseil d'administration de la Bibliotheca Alexandrina, en Égypte, le Forum du Conseil de la science et de la technologie dans la société (STS), au Japon, le conseil d'administration du Programme scientifique international, Suède, conseil d'administration du Science Initiative Group (SIG) aux États-Unis, conseil consultatif international du Centre pour le développement international (ZEF), Allemagne, groupe consultatif de la Global Young Academy . 

## Prix et distinctions
Hassan est Comendador (1996) et Grand-Croix (2005) de l'Ordre national brésilien du mérite scientifique, Officier de l'Ordre du mérite de la République italienne (2003), et il est récipiendaire du Prix du leadership du G77 et de la Médaille Abdus Salam des sciences et de la technologie,,. 
Hassan est membre fondateur de l'Académie africaine des sciences (1985), membre de l'Académie mondiale des sciences (1985), membre de l'Académie mondiale des sciences islamique (1992), membre honoraire de l'Academia Colombiana de Ciencias Exactas, Fisicas y Naturales (1996) et membre étranger de l'Académie des sciences du Pakistan (2002).

## Vie privée
Hassan est marié et a trois enfants. 

## Publications (sélection)
- Hassan, « Small Things and Big Changes in the Developing World », Science, American Association for the Advancement of Science (AAAS), vol. 309, no 5731,‎ 2005, p. 65–66 (ISSN 0036-8075, PMID 15994516, DOI 10.1126/science.1111138, S2CID 166679567)
- Hassan, « Can Science Save Africa? », Science, American Association for the Advancement of Science (AAAS), vol. 292, no 5522,‎ 2001, p. 1609 (ISSN 0036-8075, PMID 11387443, DOI 10.1126/science.292.5522.1609, S2CID 36662994)
- Farouk El-Baz et M. H. A. Hassan, Physics of desertification, Springer Netherlands, 1986 (ISBN 978-94-009-4388-9, OCLC 840305558)
- Hassan, « Building Capacity in the Life Sciences in the Developing World », Cell, Elsevier BV, vol. 131, no 3,‎ 2007, p. 433–436 (ISSN 0092-8674, PMID 17981107, DOI 10.1016/j.cell.2007.10.020, S2CID 33362062)
- M.A. Hassan, Fire retardancy of polymers : new strategies and mechanisms, Royal Society of Chemistry, 2009, 341–358 p. (ISBN 978-1-84755-921-0, OCLC 319518106, DOI 10.1039/9781847559210), « Novel Fire Retardant Backcoatings for Textiles »

## Voir également
- Ahmed Hassan Fahal
- Sultan Hassan (en)
- Nashwa Eassa